# South-African-Airways-Flug 295
Am 28. November 1987 stürzte eine Boeing 747 auf dem South-African-Airways-Flug 295 infolge eines Brandes, der im Frachtbereich des Hauptdecks ausgebrochen war, rund 248 Kilometer nordöstlich der Insel Mauritius in den Indischen Ozean. Die Maschine der South African Airways befand sich auf einem Linienflug von Taipeh nach Johannesburg. Der Absturz erfolgte um 4:07 Uhr Ortszeit (00:07 UTC), etwa 25 Minuten vor der geplanten Zwischenlandung auf dem Plaisance Airport in Mauritius. Bei dem Unglück kamen alle 159 Insassen ums Leben.
Die Republik Südafrika übertrug dem Richter Cecil Margo den Vorsitz der Untersuchungskommission. Laut seinem Abschlussbericht ging das Feuer von einer Frachtpalette aus, die sich während des Fluges entzündete. Die eigentliche Brandursache blieb ungeklärt.
Die Vereinigung der südafrikanischen Flugingenieure zweifelte den offiziellen Unfallbericht an. Ihrer Meinung nach deuteten die aufgezeichneten Cockpitgespräche und die Verhaltensweise der Piloten darauf hin, dass bereits zu einem früheren Zeitpunkt des Fluges ein erstes Feuer an Bord ausbrach und die Besatzung mit weiteren Problemen rechnete. Unabhängige Sachverständige wiesen nach, dass die Intensität des Brandes durch ein Oxidationsmittel gesteigert wurde. Im Jahr 1998 legte der südafrikanische Forensiker David Klatzow vor der Wahrheits- und Versöhnungskommission (TRC) eine Indizienkette dar, wonach die Maschine im staatlichen Auftrag unter Umgehung des damals geltenden Waffenembargos Ammoniumperchlorat transportiert und sich dieses im Flug selbst entzündet hatte. Die TRC-Kommission übernahm diese Argumentation zum Teil und kam zu dem Schluss, dass das Feuer zweifelsfrei durch ein Frachtgut ausgelöst wurde, das nicht in den offiziellen Ladepapieren verzeichnet war. Eine erneute staatliche Untersuchung des Zwischenfalls erfolgte bislang nicht.
Ende 2014 präsentierte der südafrikanische investigative Journalist Mark D. Young seine eigene Theorie, die einen Kabelbrand als Unfallursache annimmt.

## Kombinierter Passagier- und Frachttransport
Im Jahr 1980 hatte South African Airways unter den Flugnummern SA294 bzw. SA295 einen regulären Liniendienst zwischen dem Chiang Kai-shek International Airport in Taipeh und dem Jan Smuts Airport in Johannesburg eingerichtet. Um die Flüge mit ausreichender Nutzlast durchführen zu können, erfolgte die Streckenführung in beide Richtungen ab Mitte der 1980er-Jahre über den Plaisance Airport in Mauritius. Dort wurden die Maschinen vor dem Weiterflug betankt. Die Flugdauer von Taipeh nach Mauritius betrug rund 10 Stunden. Aufgrund des hohen Frachtaufkommens kamen auf der Route überwiegend Flugzeuge des Typs Boeing 747-200 Combi zum Einsatz, von denen die Gesellschaft im Jahr 1987 zwei Maschinen betrieb.

### Flugzeug und Ladung
Die eingesetzte Boeing 747-244B Combi (Kennzeichen: ZS-SAS, c/n: 22171, s/n: 488) mit dem Taufnamen Helderberg wurde am 12. November 1980 an die Fluggesellschaft ausgeliefert und hatte zum Zeitpunkt des Unglücks 26.743 Flugstunden absolviert. Das Flugzeug ermöglichte eine gleichzeitige Beförderung von Fluggästen und von bis zu sieben Frachtpaletten auf dem Hauptdeck. Eine mit zwei Türen versehene Trennwand grenzte die im Heck liegende Frachtzone von der Passagierkabine ab. Hinter der Wand gespannte Frachtnetze sicherten die Ladung vor dem Verrutschen, erschwerten der Besatzung aber den Zugang in diesen Bereich.
Die Helderberg wurde in Taipeh mit sechs Frachtpaletten beladen, die paarweise auf dem Hauptdeck angeordnet waren. Die Ladung bestand hauptsächlich aus Computerbauteilen, Elektrogeräten und Sportartikeln. Offiziell befanden sich keine gefährlichen und/oder entflammbaren Güter darunter. Eine vor dem Abflug vom taiwanesischen Zoll durchgeführte stichprobenartige Kontrolle der Ladung verlief ohne Beanstandungen.

### Passagiere und Besatzung
| Nationalität           | Passagiere | Crew | Total |
| ---------------------- | ---------- | ---- | ----- |
| Australien             | 2          | 0    | 2     |
| Dänemark               | 1          | 0    | 1     |
| BR Deutschland         | 1          | 0    | 1     |
| Hongkong               | 2          | 0    | 2     |
| Japan                  | 47         | 0    | 47    |
| Südkorea               | 1          | 0    | 1     |
| Mauritius              | 2          | 0    | 2     |
| Niederlande            | 1          | 0    | 1     |
| Südafrika              | 52         | 19   | 71    |
| Taiwan                 | 30         | 0    | 30    |
| Vereinigtes Königreich | 1          | 0    | 1     |
| Total                  | 140        | 19   | 159   |

An Bord der Maschine befanden sich 140 Fluggäste. Die Passagierkabine war damit zu 68 Prozent ausgelastet. Einige weitere Personen, darunter der südafrikanische Motorsportler George Fouché, waren auf dem Flug gebucht, traten die Reise aber nicht an, weil ihre Zubringerflüge witterungsbedingt ausfielen oder verspätet in Taipeh eintrafen.
Die Besatzung bestand aus 19 Personen. Aufgrund der langen Flugdauer waren der Maschine drei Piloten sowie zwei Flugingenieure zugeteilt, die sich unterwegs abwechselten. Verantwortlicher Kapitän an Bord war Dawid Jacobus Uys (49 Jahre, mit 13.843 Flugstunden).

### Brandschutzkonzept an Bord
Im Gegensatz zu den Unterflurfrachträumen besaß die Boeing 747-200 Combi in der Ladezone des Hauptdecks keine automatischen Löscheinrichtungen. Die Bekämpfung eines Frachtbrandes sollte durch das Kabinenpersonal mit Handfeuerlöschern und angelegten Atemschutzmasken erfolgen. An Bord befanden sich insgesamt elf Handfeuerlöscher, verteilt auf verschiedene Kabinenbereiche.
Um die Fluggäste im Brandfall vor Rauchgasen zu schützen, wurde der Kabinendruck im Frachtbereich während des Fluges leicht abgesenkt. Die Wirksamkeit dieses Konzepts musste der Hersteller Boeing bei der Verkehrszulassung der Boeing 747 Combi nachweisen. Der Zulassungstest wurde mit einem entzündeten Tabakballen durchgeführt. Das Testfeuer konnte schnell gelöscht werden. Zudem strömten bei der Brandsimulation aufgrund des Druckunterschieds keine Rauchgase in die Passagierzone ein.
Nach dem Absturz der südafrikanischen Maschine führte die US-amerikanische Federal Aviation Administration (FAA) einen erneuten Test unter realistischeren Bedingungen durch, wobei ein Brand in einem vollen Laderaum mit typischen Frachtgegenständen simuliert wurde. Hierbei erwies sich das Schutzkonzept des Herstellers als wirkungslos. Die höhere Temperatur des Brandes hob den Druckunterschied zwischen den Kabinenabschnitten auf, so dass sich die Rauchgase im gesamten Flugzeug verteilten. Ferner war das Kabinenpersonal wegen der beengten Platzverhältnisse, der Rauchdichte und der Hitze kaum in der Lage, das Feuer wirksam zu bekämpfen. Die FAA legte daraufhin im Jahr 1993 neue Brandschutzvorschriften für alle Baureihen der Boeing 747 Combi fest. Die Nachrüstung der Flugzeuge setzte ihre Wirtschaftlichkeit herab, so dass zahlreiche Gesellschaften auf einen kombinierten Betrieb verzichteten und die Flugzeuge danach in reiner Passagier- oder Frachtauslegung nutzten.

## Flugverlauf und Unfallhergang nach offizieller Darstellung
Die Boeing 747 hob um 22:23 Uhr Ortszeit (14:23 UTC) witterungsbedingt mit über einer Stunde Verspätung in Taipeh ab. Während des Fluges meldete sich die Besatzung routinemäßig bei den verschiedenen Flugverkehrskontrollstellen entlang der Route. Die Funksprüche enthielten keine Hinweise auf ein bestehendes Problem. Etwa 90 Minuten nach dem Start informierte die Besatzung die technische Einsatzzentrale (ZUR) der South African Airways in Johannesburg über die geplante Ankunftszeit in Mauritius. Die dortige Zwischenlandung sollte um 4:30 Uhr Ortszeit (00:30 UTC) erfolgen.
Die Piloten nahmen um 3:14 Uhr Ortszeit (23:14 UTC) erstmals Kontakt mit der Flugsicherung in Mauritius auf und übermittelten die aktuelle Position (65 Grad Ost) und Flughöhe (35.000 Fuß). Etwa 45 Minuten vor der Zwischenlandung auf Mauritius (der genaue Zeitpunkt ließ sich nicht feststellen) ertönte ein Feueralarm im Cockpit, der die Besatzung auf einen Brand im Frachtbereich des Hauptdecks hinwies. Der Feueralarm wurde sehr schnell abgestellt. Vier Sekunden später meldete ein Flugbegleiter den Brand auch über die bordinterne Intercom-Sprechanlage. Weitere sieben Sekunden später wurde ein zweiter Rauchmelder ausgelöst, der sich in einem weiter hinten gelegenen Bereich des Frachtraums befand („It came on now afterwards.“). Der Flugingenieur fragte über die Intercom-Verbindung nach, ob der Feuerlöscher aus dem Cockpit zur Brandbekämpfung benötigt wird, was der Flugbegleiter bejahte. Der Feuerlöscher wurde vom zweiten Flugingenieur in den Heckbereich gebracht. Der Kapitän ordnete 34 Sekunden nach dem Auslösen des Alarms an, die Kabinenbrand-Checkliste abzuarbeiten. Zeitgleich fielen bis zu 80 elektronische Sicherungen aus, weil das Feuer die im Heck verlaufenden Leitungen zerstörte.
Die Besatzung leitete im Anschluss einen Notsinkflug ein. Um 3:49 Uhr Ortszeit (23:49 UTC) informierten die Piloten die Anflugkontrolle in Mauritius, dass sie sich wegen eines „Rauchproblems im Flugzeug“ im Sinkflug auf 14.000 Fuß (ca. 4200 Meter) befänden. Erst auf Nachfrage erklärten die Piloten offiziell einen Notfall. Der Kapitän konnte dem Fluglotsen die Entfernung zum Zielflughafen nicht nennen, weil die elektronischen Bordsysteme ausgefallen waren („Now we’ve lost a lot of electrics, we haven’t got anything on the aircraft now.“). Nachdem die Maschine eine Flughöhe von 14.000 Fuß erreicht hatte, leitete die Besatzung eine Durchlüftung der mit Rauch und Brandgasen gefüllten Kabine ein, obwohl das Verfahren eigentlich eine vorherige Löschung des Brandes voraussetzt. Unter Anwendung der Smoke-Evacuation-Checkliste wurde die Fluggeschwindigkeit auf unter 200 Knoten reduziert und zwei Außentüren geöffnet. Um 4:01 Uhr Ortszeit (00:01 UTC) meldete der Kapitän der Flugsicherung, dass man die Türen geöffnet habe („Eh, Plaisance, Springbok Two Nine Five, we've opened the door(s) to see if we (can)...we should be okay“). Die Besatzung erhielt die Freigabe, den Sinkflug auf eine Höhe von 5000 Fuß (1500 Meter) fortzusetzen. Während der Kommandant die Funksprüche beantwortete, nannte der Kopilot eine Entfernungsangabe („We’re now sixty five miles“). Der Fluglotse bezog diese Angabe auf die Distanz zum Flughafen. Tatsächlich meinte der Kopilot aber die verbleibende Strecke zum nächsten Wegpunkt (Waypoint XAGAL). Die Entfernung zum Flughafen betrug etwa 270 Kilometer (145 NM). Der Fluglotse übermittelte im Anschluss die Wetter- und Landeinformationen für Mauritius. Diese wurden um 4:04 Uhr Ortszeit (00:04 UTC) von den Piloten bestätigt. Um 4:08 Uhr Ortszeit (00:08 UTC) versuchte die Flugsicherung erneut, Kontakt mit der Maschine aufzunehmen. Die Besatzung meldete sich aber nicht mehr.

## Suche nach der Absturzstelle und Bergung von Wrackteilen
Etwa zweieinhalb Stunden nach dem letzten Funkkontakt nahmen Flugzeuge und Schiffe mehrerer Nationen die Suche nach der Maschine auf. Aufgrund der missverständlichen Entfernungsangabe begann diese zunächst im falschen Seegebiet. Am späten Nachmittag des 28. Novembers sichtete ein Flugzeug etwa 250 Kilometer (136 NM) nordöstlich von Mauritius treibende Objekte. Am 30. November erreichten Schiffe das Trümmerfeld und begannen mit der Bergung von Opfern, Gepäckstücken und leichteren Bruchteilen der Maschine. Die Suche wurde bis zum 10. Dezember 1987 fortgesetzt. Die geborgenen Gegenstände und Trümmer wiesen zum Teil deutliche Brandschäden auf oder waren verrußt. Insgesamt wurden 15 Leichen geborgen.
Drei Schiffe der südafrikanischen Marine erreichten am 11. Dezember 1987 das Seegebiet und versuchten, die Funksignale der Flugschreiber zu orten. Die Aktion wurde am 2. Januar erfolglos eingestellt. Südafrika beauftragte parallel ein ziviles Unternehmen, das den Meeresboden ab dem 25. Januar mit Sonargeräten absuchte. Das eingesetzte Forschungsschiff entdeckte am 28. Januar 1988 zwei Haupttrümmerfelder in 4.400 Metern Wassertiefe.
Das nördliche Hauptfeld hatte eine Ausdehnung von 900 Metern. Das Feld bestand aus dem zerborstenen hinteren Rumpf (ab der vierten Außentür), dem Leitwerk, dem Ladetor, zahlreichen Frachtteilen sowie aus diversen Stücken der im Heck gelegenen Baugruppen und Systeme. Das Zentrum des zweiten Hauptfeldes lag ca. 600 Meter weiter südwestlich. Das südliche Gebiet enthielt unter anderem die Trümmer des vorderen Rumpfs, der Tragflächenstruktur, der Triebwerke und der Fahrwerke. Der Zerstörungsgrad der Fundstücke im südlichen Areal war deutlich höher als im nördlichen Bereich. Zwischen den Abschnitten lag eine rund 200 Meter breite Zone, die nahezu frei von Wrackteilen war. In einer Entfernung von 2,4 Kilometern wurde ein drittes Trümmerfeld aus leichteren Gegenständen lokalisiert, die beim Absinken von der Meeresoberfläche dorthin gedriftet waren. Die Lage einzelner Stücke wurde mit Kameras erfasst, darunter auch die Position des Cockpit Voice Recorders (CVR). Aufgrund der Wassertiefe war es zunächst nicht möglich, die Objekte zu bergen.
Am 6. Januar 1989 begannen die Bergungsarbeiten mit Hilfe eines modifizierten Tauchroboters. Bereits am ersten Tag der Operation konnte der Cockpit Voice Recorder gehoben werden. Das zweite Aufzeichnungsgerät an Bord, der Flugdatenschreiber, blieb dagegen verschwunden. In einer mehrwöchigen Aktion wurden die Wrackteile des hinteren Rumpfbereiches sowie weitere Trümmer geborgen. Die Untersuchung der Stücke erfolgte in Südafrika.
Der durch Wassereinbruch beschädigte Cockpit Voice Recorder wurde in die USA verbracht und dort von Mitarbeitern des National Transportation Safety Boards (NTSB) in Anwesenheit von Rennie Van Zyl, dem leitenden Unfallermittler und Direktor der südafrikanischen Luftfahrtsbehörde, geöffnet und ausgewertet.

## Unfallursache
Der Brand ging von der vorderen rechten Frachtpalette aus, die laut Ladeliste Computer und Elektronikbauteile enthielt. Die Rumpfabschnitte neben und über dieser Palette wiesen die stärksten Brandschäden auf. Der Boden darunter zeigte keine Brandspuren. Dies ließ den Schluss zu, dass das Feuer im oberen Bereich der Frachtpalette ausgebrochen war. Es konnte nicht ermittelt werden, was den Brand verursachte.
Nach offizieller Darstellung entwickelte sich zunächst ein Schwelbrand, der auf das Verpackungsmaterial übergriff. Die heißen Rauchgase sammelten sich unter der Kabinendecke und verursachten einen Flash-Over. Das Feuer zerstörte im Anschluss die elektrischen Leitungen, so dass zahlreiche Bordsysteme ausfielen, darunter auch der Cockpit Voice Recorder (CVR), dessen Aufzeichnungen nur 81 Sekunden nach dem Ertönen des Alarms endeten.
Der Frachtbrand erreichte durch das Verpackungsmaterial eine hohe Temperatur. Zahlreiche geborgene Gegenstände, darunter ein Tennisschläger aus Kevlar (Schmelzpunkt: 600 Grad Celsius), wiesen erhebliche Brandspuren auf. Die Temperatur an der Außenseite des Rumpfes stieg in diesem Bereich auf ca. 300 Grad Celsius, was zur Blasenbildung in der Lackierung führte. Zudem verursachte das Verpackungsmaterial eine starke Rauchentwicklung. Der Rauch und die Brandgase strömten in die Passagierzone ein. Die Obduktion der 15 geborgenen Opfer ergab, dass mindestens zwei von ihnen vor dem Aufprall an den Brandgasen erstickt waren, darunter ein Passagier, dessen Sitzplatz sich in der Business Class im vorderen Teil der Kabine befand. Die Atemwege aller Leichen enthielten Rußpartikel.
Die Besatzung führte eine Brandbekämpfung durch, gab diese aber vermutlich aufgrund der Hitze und/oder Rauchentwicklung auf. Es wurde ein noch gefüllter Handfeuerlöscher gefunden, an dem Reste des geschmolzenen Frachtnetzes klebten. Der Feuerlöscher stammte aus dem vorderen Bereich der Passagierkabine (Position: zweite rechte Außentür).
Durch die Intensität des Brandes verzogen sich die Seilzugsysteme des Seitenruders und des Höhenruders, wodurch es der Besatzung vermutlich zunehmend schwerer fiel, das Flugzeug zu kontrollieren.
Zur Durchlüftung der mit Rauchgasen gefüllten Kabine kam die Smoke-Evacuation-Checkliste zur Anwendung, welche eigentlich eine vorherige Löschung des Brandes voraussetzt. Die Besatzung nahm wahrscheinlich – wie in der Checkliste vorgesehen – dazu wieder die komplette Ventilation in Betrieb, so dass sich die Brandgase trotz der geöffneten Außentüren stärker im Flugzeug verteilten. Flugkapitän Uys ordnete um 4:02 Uhr an, die Cockpittür zu schließen, weil offenbar Rauch ins Oberdeck gelangte. Die Ermittler schlossen nicht aus, dass die Piloten durch die Brandgase bewusstlos wurden oder die einströmende Außenluft das Feuer intensivierte.
Das Flugzeug schlug um 4:07 Uhr Ortszeit (00:07 UTC) im Meer auf. Zwei analoge Armbanduhren, die man zusammen im gleichen Gepäckstück fand, waren zu diesem Zeitpunkt stehengeblieben.
Aufgrund der zwei Trümmerfelder auf dem Meeresboden gingen die Ermittler davon aus, dass die Maschine vermutlich bereits vor dem Aufprall in niedriger Flughöhe zerbrach. Als Ursache wurde ein Kontrollverlust oder ein strukturelles Versagen des hinteren Rumpfes in Betracht gezogen.

## Darstellung der Vereinigung der südafrikanischen Flugingenieure
Der Cockpit Voice Recorder (CVR) hatte eine Aufzeichnungsdauer von 30 Minuten. Die ersten 28,5 Minuten der CVR-Aufzeichnung (alle Cockpitgespräche bis zum Ertönen des Feueralarms) wurden von der Margo-Kommission nicht veröffentlicht und fehlen ebenso im offiziellen Abschlussbericht. Laut Kommission sollte dadurch die Privatsphäre der Piloten geschützt werden. Zudem enthielten die Gespräche nach Ansicht der Kommission keine Inhalte, die für die Ermittlungsarbeiten oder die Öffentlichkeit relevant waren.
Die Vereinigung der südafrikanischen Flugingenieure (Suid Afrikaanse Lugdiens Boordingenieursvereiniging) erhielt einen vollständigen Gesprächsmitschnitt und zweifelte danach die offizielle Darstellung des Flugverlaufes an. Nach Meinung der Vereinigung waren die Aufzeichnungen des CVR nicht lückenlos, sondern stammten aus zwei unterschiedlichen Flugphasen. Der erste Gesprächsabschnitt war 28:31 Minuten lang und wurde vermutlich etwa zwei Stunden nach dem Start aufgezeichnet. Anschließend fiel das Gerät vorübergehend aus. Der zweite Teil der Aufzeichnung setzt mit dem Auslösen des Feueralarms ein und endet 81 Sekunden später. Die Vereinigung begründete ihre Ansicht unter anderem wie folgt:
- In der ersten Phase der Aufzeichnung befanden sich zwei Piloten und ein Flugingenieur im Cockpit. Nach dem Auslösen des Feueralarms waren dagegen alle drei Piloten und beide Flugingenieure anwesend. Das Eintreten der zwei übrigen Besatzungsmitglieder wurde vom CVR nicht aufgezeichnet.
- In den nicht veröffentlichten Gesprächen unterhielten sich die drei Besatzungsmitglieder unter anderem über das Abendessen, das in Kürze serviert werden sollte. Ein Pilot erklärte, dass er hungrig sei und auf das Abendessen wartete. Der Flugkapitän, der allergisch gegen bestimmte Nahrungsmittel war, teilte seinen Kollegen mit, dass er bei der Wahl der angebotenen Gerichte besonders vorsichtig sein müsste. Die Männer verwendeten in der Unterhaltung ausschließlich das Wort „dinner“ (Abendessen). Das Abendessen wird auf dieser Route etwa zwei Stunden nach dem Start in Taiwan serviert, keinesfalls aber am frühen Morgen, eine Stunde vor der Landung in Mauritius.[2]
- Weder der erste Funkkontakt mit Mauritius um 3:14 Uhr noch der um 3:49 Uhr gesendete Notruf wurden vom CVR aufgezeichnet. Nach Ansicht der Margo-Kommission begann die CVR-Aufzeichnung kurz nach dem ersten Funkspruch (um ca. 3:15 Uhr). Rund 28 Minuten später ertönte der Alarm (frühestens um 3:43 Uhr). Die Maschine verblieb bis zum Ende der CVR-Aufzeichnung auf Reiseflughöhe (mindestens bis 3:45 Uhr). Bis zu diesem Zeitpunkt hatte die Besatzung weder damit begonnen, den Notsinkflug einzuleiten noch die Kabinenbrand-Checklisten abzuarbeiten. In dem Bericht südafrikanischen Flugingenieursvereinigung heißt es dazu wörtlich: „Wäre die Annahme der Ermittler korrekt, dass der Beginn der Aufnahme mit dem Zeitpunkt der Positionsmeldung ,65 Grad Ost’ ident ist, so hätte die Besatzung nach unseren Berechnungen nur 6 Minuten und 53 Sekunden Zeit gehabt, die komplette ,Main Deck Fire/Smoke Drill’ Checkliste sowie 50 Prozent der ,Smoke Evacuation’ Checkliste abzuarbeiten, inklusive eines Lokalaugenscheins in der Main Deck Cargo Area, bevor die Checkliste die Einleitung eines Notsinkfluges vorsah, der auch per Funk an Mauritius gemeldet wurde.“ Nach Ansicht der Flugingenieure wäre es jedoch unmöglich gewesen, all diese Punkte in weniger als 7 Minuten abzuarbeiten.[10]

Die Vereinigung der Flugingenieure ging davon aus, dass ein erstes Feuer an Bord zu einer Unterbrechung der CVR-Aufzeichnung führte. Ihrer Meinung nach wiesen auch die Verhaltensweisen und die Kommunikation der Piloten sowie die Abläufe an Bord darauf hin, dass die Besatzung nach einem ersten Brand mit weiteren Schwierigkeiten rechnete. Die Vereinigung begründete ihre Annahme unter anderem wie folgt:
- Die Piloten reagierten auf den Feueralarm außergewöhnlich schnell. Die Alarmklingel wurde sofort abgestellt, ohne dass sich die Besatzung über den Ort des Feuers informieren musste.
- Nur vier Sekunden nach dem Ertönen des Feueralarms meldete das Kabinenpersonal den Brand über die bordinterne Sprechanlage. Dies deutete darauf hin, dass mindestens ein Besatzungsmitglied an der Tür zum Frachtbereich positioniert war und dort Wache hielt.
- Dem Flugingenieur war offenbar augenblicklich bewusst, dass die Anzahl an Feuerlöschern auf dem Hauptdeck nicht (mehr) ausreichte, um den Brand zu löschen, so dass er dem Flugbegleiter anbot, auch den Feuerlöscher aus dem Cockpit zur Verfügung zu stellen.
- Die Piloten schienen durch das Auslösen des Feueralarms zunächst nicht überrascht zu sein. Erst nachdem der zweite Rauchmelder Alarm ausgelöst hatte, wurde die Besatzung zunehmend nervös.

Cecil Margo, der Vorsitzende der offiziellen Untersuchungskommission, forderte die Vereinigung der Flugingenieure auf, ihre Darstellung der Ereignisse zu widerrufen, um Schadensersatzforderungen von der South African Airways abzuwenden. Bei einem Treffen mit Vertretern der Vereinigung nannte er explizit die Versicherungssumme in Höhe von 400 Millionen Rand, die das Unternehmen eventuell zurückzahlen müsste.

## Anhörung vor der TRC-Kommission
Am 1. Juni 1998 war der Absturz der Helderberg Gegenstand einer Anhörung der Wahrheits- und Versöhnungskommission (TRC). Geladen war unter anderem der südafrikanische Forensiker David Klatzow, der nach dem Absturz eigene Ermittlungen durchgeführt und dabei zahlreiche Aussagen von Mitarbeitern der South African Airways gesammelt hatte.
Ehemalige Piloten hatten Klatzow berichtet, dass Flugzeuge der South African Airways, die damals noch in Staatsbesitz war, regelmäßig vom Unternehmen ARMSCOR zum Import und Export von Rüstungsgütern genutzt wurden und die Besatzungen mit Repressalien zu rechnen hätten, wenn sie die Beförderung verweigerten. Das teilstaatliche Rüstungsunternehmen ARMSCOR war dem südafrikanischen Verteidigungsministerium unterstellt. Bei diesen Transporten, die gegen das UN-Embargo und gegen die Regularien der IATA verstießen, kam es mehrmals zu Zwischenfällen.
Klatzow ging davon aus, dass sich ein ammoniumperchlorathaltiger Raketentreibstoff oder Ammoniumperchlorat selbst an Bord der Helderberg befand. Südafrika benötigte dieses Oxidationsmittel zur Herstellung von Festtreibstoff für Flugabwehrraketen im Krieg gegen Angola. Ammoniumperchlorat, das in Kontakt mit brennbaren Materialien eine Selbstentzündung verursachen kann, unterlag dem UN-Embargo und war somit in den offiziellen Ladepapieren nicht gelistet. Nach Aussage von Klatzow berichteten Zeugen, dass Flugkapitän Uys die technische Einsatzzentrale des Unternehmens in Johannesburg (ZUR) bereits über dem Südchinesischen Meer, wenige Stunden nach dem Start in Taiwan, über einen Brand an Bord informierte. Uys bat mit der Maschine zum Changi Airport in Singapur ausweichen zu dürfen. Diese Anfrage wurde von der Einsatzzentrale an Regierungskreise weitergeleitet, welche die Bitte ablehnten. Klatzow vermutete, dass es der Besatzung gelang, das erste Feuer zu löschen, es aber Verletzte gab und die Maschine Schäden aufwies. Eine Notlandung in Singapur hätte zu einer Untersuchung durch die dortigen Behörden geführt, die man vermeiden wollte. Die Piloten mussten den Flug nach Mauritius fortsetzen. Etwa 45 Minuten vor der dortigen Zwischenlandung entzündete sich das Material erneut. Die Besatzung, die beim ersten Brand bereits den größten Teil der Feuerlöscher entleert hatte, verfügte nicht mehr über ausreichende Mittel, um das zweite Feuer wirksam zu bekämpfen. Labortechnische Untersuchungen der Wrackteile ergaben, dass der Brand eine Temperatur von über 1000 Grad Celsius erreichte. Die hohe Temperatur ließ sich nach Ansicht von Brandexperten nur durch die Anwesenheit eines Oxidationsmittels erklären. Die brennende Substanz versorgte sich, ähnlich einer Wunderkerze, selbst mit Sauerstoff.
Die Funksprüche aller Flugzeuge der South African Airways wurden von der Einsatzzentrale in Johannesburg (ZUR) auf Magnetbändern gespeichert. Firmeninterne Vorschriften schrieben eine generelle Archivierungsdauer von 30 Tagen für sämtliche Magnetbänder vor. Das Band mit den Magnetaufzeichnungen vom Unfalltag wurde von den Ermittlern kurz nach dem Zwischenfall angefordert, war aber nicht aufzufinden. Die Margo-Kommission ging dem Verbleib des Bandes nicht nach. Laut Aussage von Klatzow hatten Mitarbeiter der Einsatzzentrale berichtet, dass das zunächst unter Verschluss gehaltene Band einige Tage nach dem Zwischenfall vom ZUR-Stationsleiter an Gert van der Veer, dem damaligen Direktor der South African Airways, ausgehändigt wurde.
Gert van der Veer war selbst zur TRC-Anhörung geladen und stritt in einem anschließenden Kreuzverhör ab, das Magnetband erhalten zu haben. Er hielt es aber für möglich, dass das betreffende Band versehentlich erneut verwendet und überspielt worden war.

## Zweifel an Klatzows Theorie
Kritiker an Klatzows Theorie wiesen darauf hin, dass Südafrika Ammoniumperchlorat (AP) seit 1970 in Somerset West bei Kapstadt herstellte und seitdem selbstversorgend war. Südafrika benötigte AP nicht nur als Festtreibstoff für Flugabwehrraketen, sondern auch für die Entwicklung von Langstreckenraketen, um Kernwaffen zu transportieren. Klatzow meinte, Indizien gefunden zu haben, dass das damalige ARMSCOR-Tochterunternehmen Somchem mit der Produktion nicht nachkam und dringend Nachschub aus dem Ausland benötigte. Obwohl sich in den 1980er Jahren ein reger Schiffsverkehr zwischen Israel und Südafrika entwickelt hatte, behauptete Klatzow, dass ammoniumperchlorathaltiger Festtreibstoff unter anderem auch mit Frachtmaschinen aus Israel eingeflogen wurde. Unter normalen Bedingungen und in seiner reinen Form transportiert z. B. die US Air Force AP durchaus auch als Luftfracht. Gegen reines Ammoniumperchlorat als primäre Brandquelle spricht zudem, dass es bei Temperaturen von über 200 °C zur Explosion neigt. An Bord der Helderberg hatte eindeutig keine Explosion stattgefunden.

## Neuere Theorien
In seiner 2014 vorgestellten Theorie vermutet der südafrikanische investigative Journalist Mark D. Young, dass es zu einem elektrischen Kurzschluss der Bordelektronik gekommen sein könnte. Das „wet arc tracking“ tritt durch Einwirkung von Feuchtigkeit auf, wenn beispielsweise die Isolierung einer Spannung führenden Leitung beschädigt ist, und besteht darin, dass ein Kriechstrom zu einer anderen beschädigten Leitung mit entsprechender Potentialdifferenz oder zur Massepotential führenden Struktur entsteht. Der anschließend entstehende Lichtbogenüberschlag kann Temperaturen von bis zu 5000 °C erreichen. Diese Temperatur reicht aus, um die thermoakustischen Isoliermatten zu entzünden, die noch bis in die späten 1990er Jahre verwendet wurden. Ein derartiger Kurzschluss war auch die Ursache für die Entstehung eines Feuers an Bord des Swissair-Flugs 111, das den Absturz der Maschine im Jahr 1998 verursachte. Laut dem österreichischen Journalisten Patrick Huber gilt ein Kurzschluss als Brandursache jedoch als unwahrscheinlich. Laut vom Autor konsultierten Experten bestand diese Problematik in der Boeing 747 erst bei älteren Kabeln. Die „Helderberg“ war jedoch gerade einmal sieben Jahre alt.